# Naděžda Kniplová

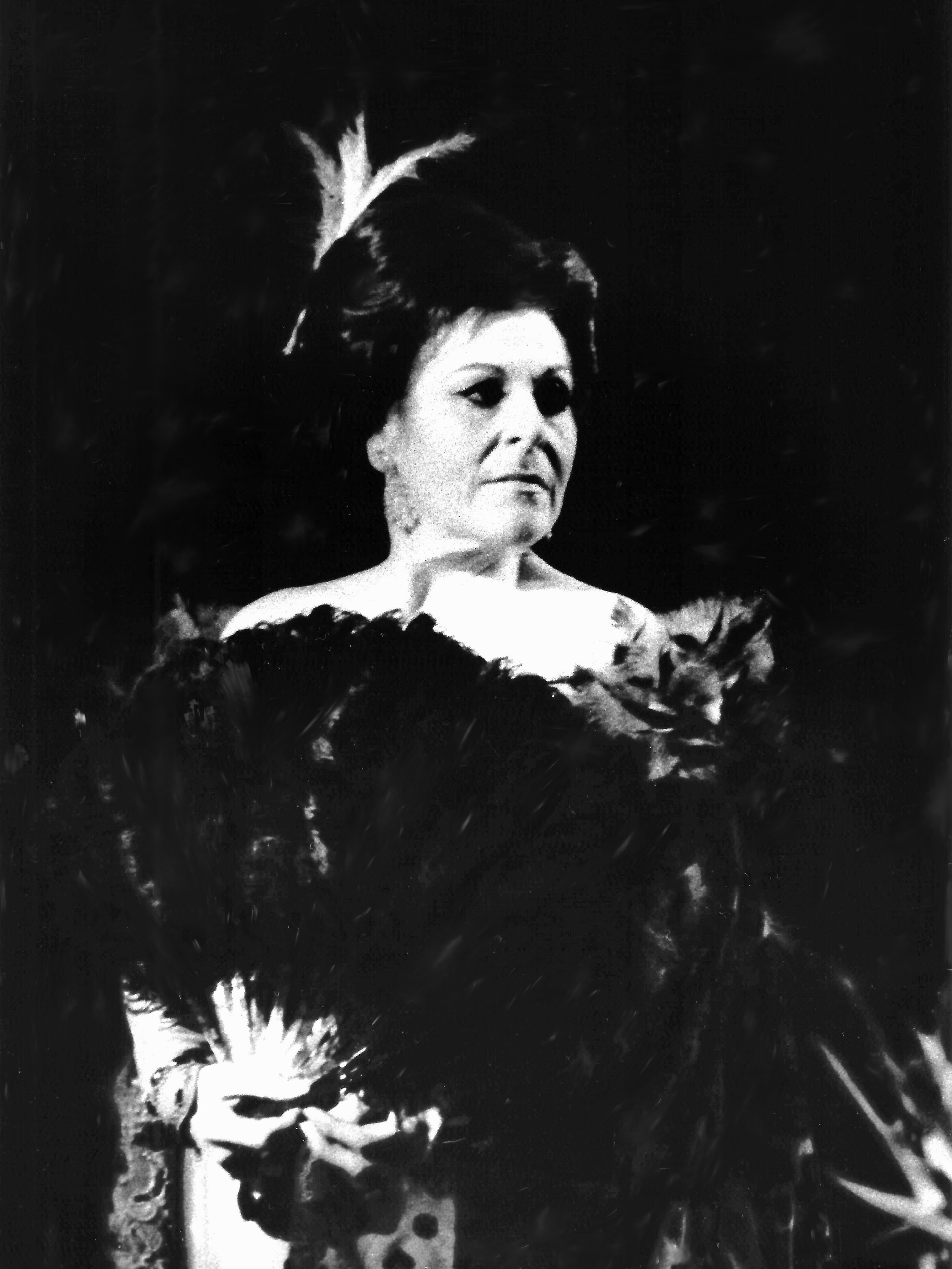
Naděžda Kniplová.

Naděžda Kniplová, née Pokorná le 18 avril 1932 à Ostrava (Tchécoslovaquie) et morte le 14 janvier 2020 dans la même ville, est une soprano d'opéra tchécoslovaque puis tchèque.
Elle mène une carrière internationale et est active des années 1950 jusqu'aux années 1980. Kniplová possède une grande voix avec un timbre sonore, métallique et sombre qui est particulièrement bien adapté au répertoire de soprano dramatique. Bien qu'elle soit très admirée dans les opéras tchèques et comme héroïne wagnérienne, son large répertoire comprend également des rôles en langue italienne, russe et hongroise. Excellente comédienne, ses interprétations sont louées pour leur intensité et leur pathos. Cependant, certains critiques font remarquer un certain manque de régularité ou de pureté dans son chant. Sa voix est conservée sur plusieurs enregistrements réalisés sous les labels Supraphon et Decca.

## Biographie
Née le 18 avril 1932 à Ostrava, Naděžda Kniplová est élevée dans une famille de musiciens. Elle reçoit sa première formation de chant de son père avant d'étudier auprès de Jarmila Vavrdová au Conservatoire de Prague de 1947 à 1953. Elle poursuivit ses études à l'Académie des arts du spectacle de Prague de 1954 à 1958 où ses principaux professeurs sont Zdeněk Otava et K. Ungrová. Elle fait ses débuts professionnels à l'opéra d'Ústí nad Labem de 1957 à 1959. En 1958, elle remporte le Concours international de chant de Genève.
Kniplová rejoint la troupe des chanteurs principaux du Théâtre Mahen de Brno en 1959, restant avec la compagnie jusqu'en 1964. Pendant son mandat, la compagnie d'opéra déménage dans un nouveau bâtiment, le Théâtre Janáček en 1961. Parmi les rôles qu'elle créés à Brno, citons Emilia Marty dans L'Affaire Makropoulos de Leoš Janáček, Judith dans Le Château de Barbe-Bleue de Béla Bartók, Katerina dans La Passion grecque de Bohuslav Martinů, Kostelnička Buryjovka dans Jenůfa de Janáček, Renata dans L'Ange de feu de Sergueï Prokofiev et les héroïnes  de Libuše de Bedřich Smetana et de Katerina Ismaïlova dans Lady Macbeth du district de Mtsensk de Dmitri Chostakovitch. Elle est également active en tant qu'artiste invitée au Semperoper de Dresde, en Allemagne, pendant ses années à Brno. Elle est particulièrement acclamée pour le rôle titre dans Aida de Giuseppe Verdi.
En 1965, Kniplová devient soprano principale au Théâtre National de Prague, faisant ses débuts en Ortrud dans Lohengrin de Richard Wagner. Le Théâtre National de Prague reste sa résidence principale pendant plus de deux décennies. En plus des rôles susmentionnés, son répertoire à Prague comprend Anežka dans Les Deux Veuves de Bedřich Smetana, Brünnhilde dans L'Anneau du Nibelung (La Tétralogie), Eva dans Les Maîtres Chanteurs de Nuremberg, Isolde dans Tristan et Isolde, Kundry dans Parsifal, Lady Macbeth dans Macbeth, Leonora dans Fidelio, Milada dans Dalibor, Senta dans Le Vaisseau Fantôme et les rôles principaux dans Káťa Kabanová, Šárka, Tosca et Turandot.
Tout en étant attachée au Théâtre National de Prague, Kniplová est également très active en tant qu'artiste invitée sur les scènes d'opéra du monde entier. En 1965, elle se produit à l'Opéra d'État de Berlin et voyage avec cette maison pour des représentations à Tokyo. En 1966, elle donne des représentations très remarquées au Badisches Staatstheater de Karlsruhe, à l' Opéra Allemand de Berlin et à l' Opéra d'État de Hambourg, où elle  revient pour plusieurs autres représentations à la fin des années 1960. Elle remporte un succès majeur en 1967 dans le rôle de Brünnhilde dans La Tétralogie au Festival de Pâques de Salzbourg sous la direction de Herbert von Karajan. En 1971, elle tient au Festival de Salzbourg la partie de soprano solo dans la Messe glagolitique de Janáček. Elle a également chanté Isolde au Liceu de Barcelone, au Teatro Regio de Turin (Brünnhilde dans Le Crépuscule des dieux), à l'Opéra de San Francisco (Brünnhilde dans La Walkyrie), à l'Opéra de Vienne (Isolde, Kostelnička), à la Deutsche Oper am Rhein (Düsseldorf+Duisbourg), au Palacio de Bellas Artes de Mexico, le Grand Théâtre de Genève et la Compagnie nationale d'opéra du Canada.
Retraitée de la scène, Kniplová fait partie de la faculté de chant de l'Académie des arts du spectacle de Prague. La mezzo-soprano Andrea Kalivodová est l'une de ses élèves les plus remarquables. Kniplová est sélectionnée pour le prix de l'ensemble de son œuvre dans le domaine de l'opéra aux Prix Thalia 2010, mais elle refuse le prix en déclarant qu'elle aurait dû le recevoir plus tôt.
Elle meurt le 14 janvier 2020 à l'âge de 87 ans.